# Adolf Hausrath

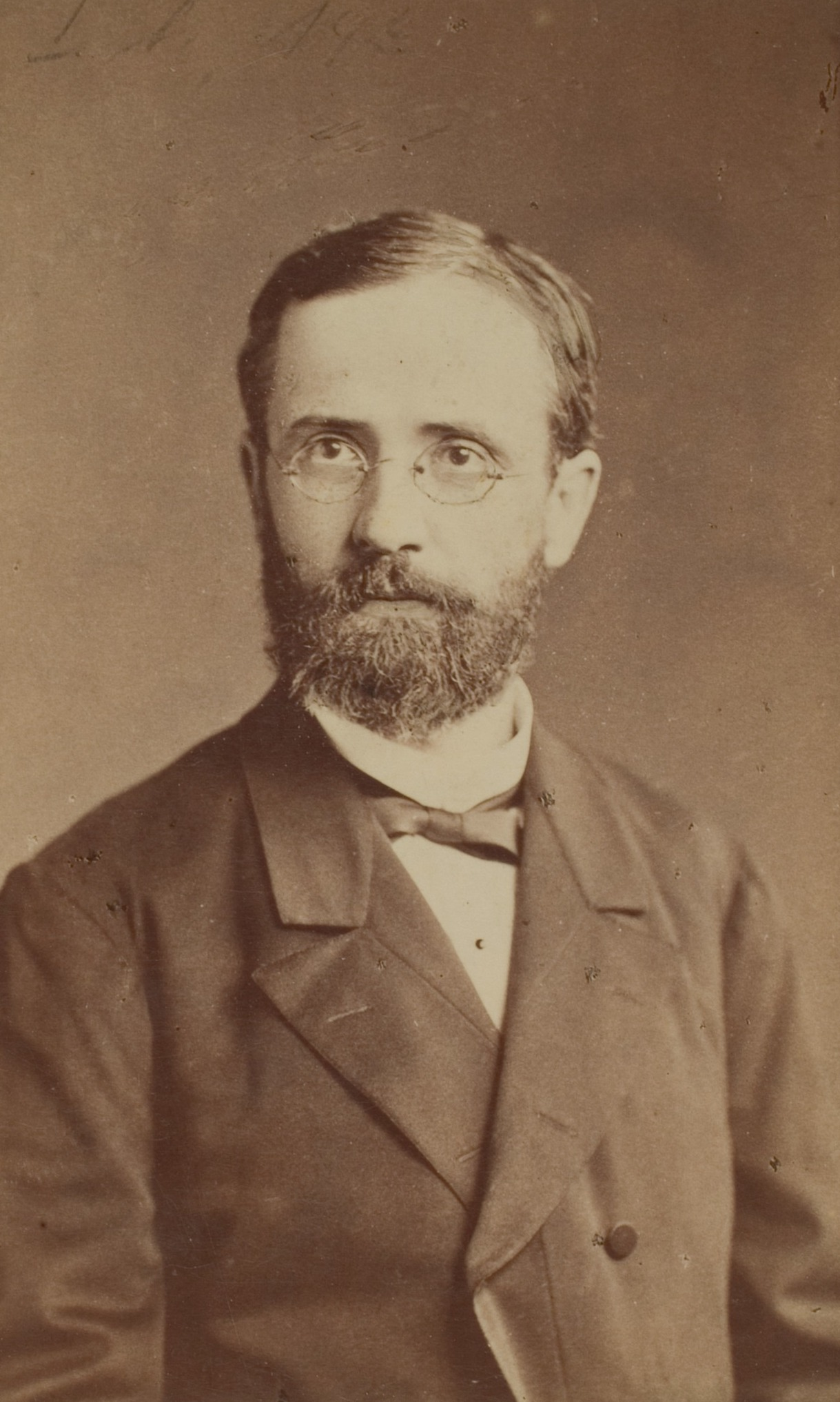
Adolf Hausrath.

Adolf Hausrath, född den 13 januari 1837 i Karlsruhe, död den 2 augusti 1909 i Heidelberg, var en tysk protestantisk teolog. 
Hausrath blev 1861 privatdocent i Heidelberg, 1864 assessor i evangeliska överkyrkorådet i Karlsruhe samt 1867 extra ordinarie och 1872 ordinarie professor i teologi i Heidelberg. Han tog avsked från professuren 1906. Liksom så många andra tyska lärda författade Hausrath historiska romaner (ofta under märket George Taylor), i vilka kännedomen om tidsförhållanden och kostymer får ersätta skaldegåvan (Antinous, 1880, 6:e upplagan 1886; Klytia, 1883, 6:e upplagan 1894, med flera). 
Hans arbeten är Neutestamentliche Zeitgeschichte (4 band, 1868–74; 3 upplagan), i vilken Der Apostel Paulus (2:a upplagan 1872; "Aposteln Paulus", 1866) ingår, David Friedrich Strauss und die Theologie seiner Zeit (2 band, 1877–1878), Kleine Schriften religionsgeschichtlichen Inhalts (1883), Arnold von Brescia (1891), Peter Abälard (1893), Die Arnoldisten (1895), Aleander und Luther auf dem Reichstage zu Worms (1897), minnesteckningar över Julius Jolly (1899) och Heinrich von Treitschke (1901), Richard Rothe und seine Freunde (2 band, 1902–1906) och Luthers Leben (2 band, 1904–1906).